# 廊坊西站
廊坊西站是正在建设中的怀兴城际铁路廊兴段以及规划中的环北京城际铁路上的一座城际铁路车站。位于河北省廊坊市广阳区万庄镇李纪营村和艾家务村北侧，大兴机场北线高速廊坊主线站西侧，首都地区环线高速王场互通枢纽东侧。
廊坊西站设2座岛式站台，6条股道（含正线），车站西咽喉连接怀兴城际空港新区动车所。
本站在规划阶段曾命名为空港新区站，2022年9月17日，廊坊市发展和改革委员会发布《廊坊市发展和改革委员会关于新建城际铁路联络线一期工程（廊坊段）车站名称征集公告》，将本站拟命名为廊坊西站。
2023年12月19日，国铁集团发函正式命名本站为廊坊西站。
2024年12月28日怀兴城际一期通车时，本站暂无任何车次停靠。